# Ignacio "Nacho" Quintana
Ignacio Quintana (Ciudad de México, México, 23 de marzo de 1987) es un entrenador de  Fútbol mexicano.

## Primeros años de vida
Quintana nació el 20 de abril de 1988 en la Ciudad de México, México.

## Carrera como jugador
Quintana jugaba al fútbol a nivel amateur.

## Carrera como entrenador
Ha trabajado en la Concacaf como instructor de licencia de entrenador. También se ha desempeñado como asistente de la selección femenina de fútbol de Nicaragua. Antes de eso, trabajó como entrenador juvenil en Reforma y Lioness FC.
El 31 de diciembre de 2020, fue nombrado como entrenador de la selección femenina de fútbol de Panamá. Ayudó a Panamá a tener salarios y condiciones iguales entre las selecciones nacionales masculina y femenina. Ayudó a Panamá a clasificarse para la Copa Mundial Femenina de la FIFA 2023, su primera Copa Mundial Femenina. Tiene una licencia de entrenador A. El 12 de septiembre de 2023 se anunció su renovación con la selección de Panamá hasta el 2027. El 1 de agosto de 2024 fue anunciado que deja de ser entrenador de la selección femenina de Panamá después de tener malos resultados en los últimos partidos en donde llegaron a un mutuo acuerdo con la federación.

## Vida personal
Quintana es apodado "Nacho". Es hincha del equipo del Necaxa y tiene dos hermanas mayores y un hermano mayor.

## Clubes

### Como entrenador
| Club   | País   | Año         |
| ------ | ------ | ----------- |
| Panamá | Panamá | 2020 - 2024 |